# Abakan

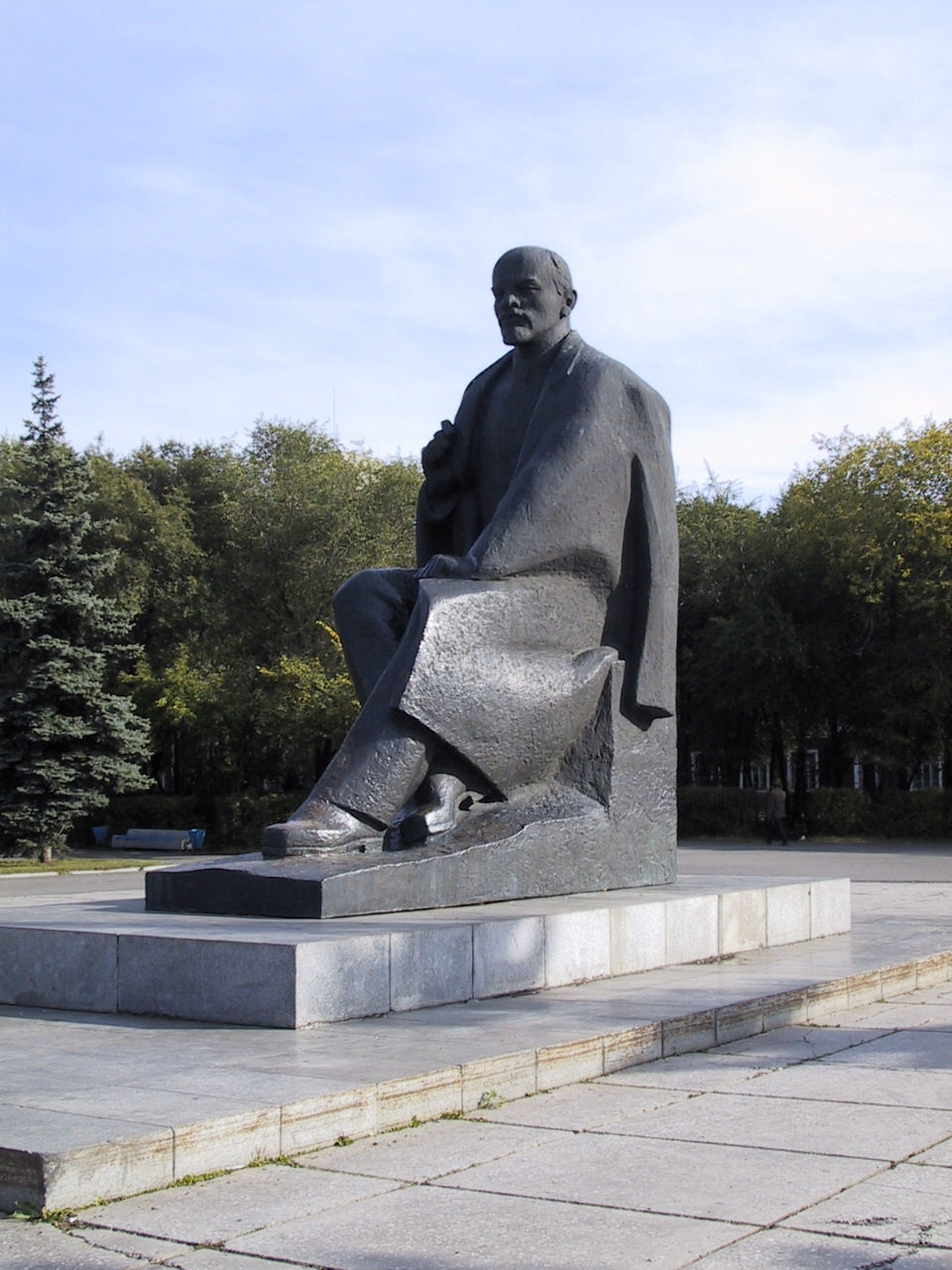
Statuia lui Vladimir Lenin din Abakan

Abakan (ru. Абакан) este un oraș din Republica Hacasia, Federația Rusă, situat pe râul cu același nume, la confluența cu Enisei. Are o populație de 165.197 locuitori. Este un nod de cale ferată și centru al industriei constructoare de mașini, mobilă, produse alimentare și textile. Abakan este capitala Republicii Hacasia.